# Rio Vermelho (Ásia)

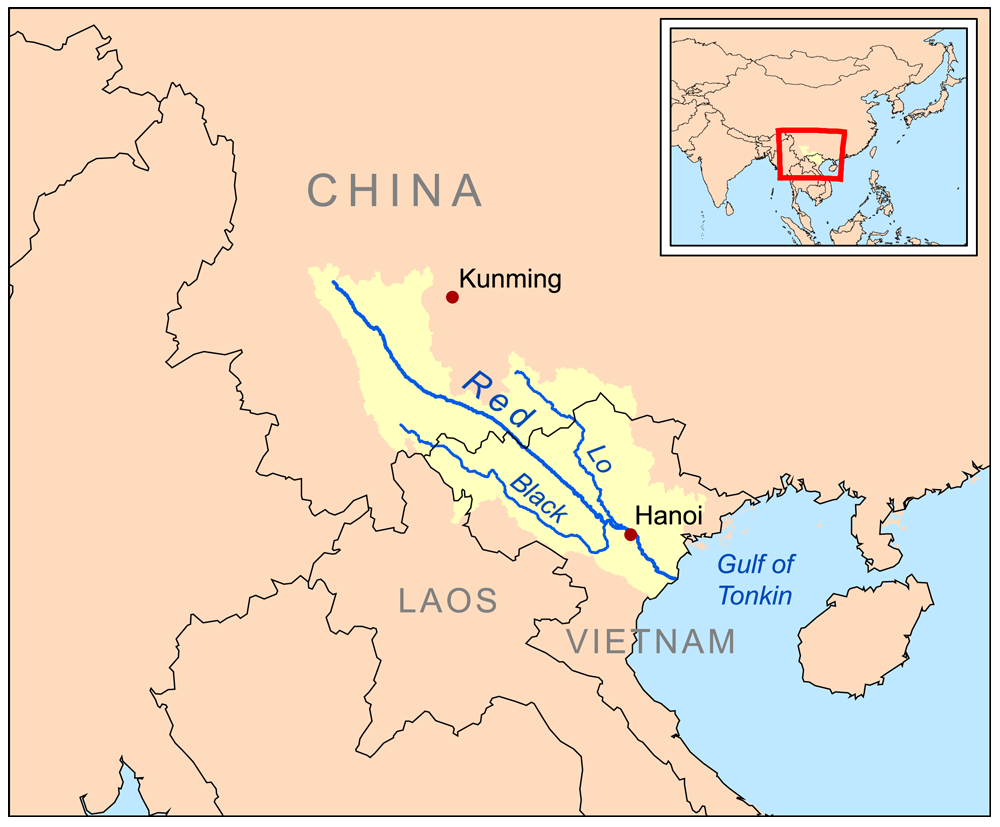
Rio Vermelho e seus afluentes

O rio Vermelho, também conhecido como Hongue - Vermelho, Songue Cai, Songue Ca - rio Mãe (vietnamita), ou rio Iuã (chinês), é um curso de água que nasce no sudeste da China, na província de Iunã , corte o norte do Vietnã, passando por Hanói, e deságua no golfo de Tonkin.
O rio Negro e o rio Lo são os principais afluentes do rio Vermelho.

## Localidades

### China
- Hongue, Iunã
- Nanxa, Iunã
- Hekou, Iunã

### Vietnã
- Ha Noi
- Hung Yen
- Hai Phong
- Thai Binh